# Le Chien qui lâche sa proie pour l'ombre
Pour les articles homonymes, voir La Proie et l'Ombre (homonymie).
Le Chien qui lâche sa proie pour l'ombre est la dix-septième fable du livre VI de Jean de La Fontaine situé dans le premier recueil des Fables de La Fontaine, édité pour la première fois en 1668.

## Texte
Chacun se trompe ici-bas.

On voit courir après l'ombre

Tant de fous, qu'on n'en sait pas

La plupart du temps le nombre.

Au Chien dont parle Ésope il faut les renvoyer.

Ce Chien, voyant sa proie en l'eau représentée,

La quitta pour l'image, et pensa se noyer ;

La rivière devint tout d'un coup agitée.

A toute peine il regagna les bords,

Et n'eut ni l'ombre ni le corps.
— Jean de La Fontaine, Fables de La Fontaine, Le Chien qui lâche sa proie pour l’ombre